# Яськов, Юрий Владимирович
Юрий Владимирович Яськов (19 сентября 1980, Одесса, Украинская ССР, СССР) — украинский футболист, нападающий.
Воспитанник СДЮШОР «Черноморец» (Одесса). Первый тренер — Ю. А. Скорик. Первый профессиональный клуб — «Черноморец» (1998). Сезон 1998/1999 провёл в высшей лиге в составе клуба «Кривбасс». В 2000 году перешёл в российский «Зенит» (Санкт-Петербург). За два года сыграл в чемпионате 8 матчей, забил один мяч. Главный тренер клуба «Зенит» Юрий Морозов был недоволен Яськовым:

У него, к сожалению, крайне низок уровень культуры, начиная от общечеловеческой и заканчивая сугубо футбольной.— http://www.sport-express.ru/newspaper/2001-02-01/3_4/
, к тому же футболист долго лечил застарелую травму.
После ухода из «Зенита» Яськов играл в любительских одесских клубах ИРИК (2002), «Ласуня-Транссервис» (2002—2003), командах второго дивизиона «Пальмира» Одесса (2003—2005), Днестр (Овидиополь) (2005—2006).